# Li Huang (deportista hongkonés)
Li Huang es un deportista hongkonés que compitió en taekwondo. Ganó una medalla de bronce en el Campeonato Asiático de Taekwondo de 1980, en la categoría de –48 kg.

## Palmarés internacional
| Campeonato Asiático | Campeonato Asiático | Campeonato Asiático | Campeonato Asiático |
| Año                 | Lugar               | Medalla             | Categoría           |
| ------------------- | ------------------- | ------------------- | ------------------- |
| 1980                | Taipéi (Taiwán)     | Medalla de bronce   | –48 kg              |